# جادوزهی بوهیر
جادوزهی بوهیر، روستایی در دهستان پلان بخش پلان شهرستان چابهار در استان سیستان و بلوچستان ایران است.

## جمعیت
بر پایه سرشماری عمومی نفوس و مسکن در سال ۱۳۹۵، جمعیت این روستا برابر با ۱۳۱ نفر (۶۸ خانوار) بوده‌است.